# Gwoźnica Górna
Gwoźnica Górna [pronunciación en polaco: /ɡvɔʑˈɲit͡sa ˈɡurna/] es un pueblo ubicado en el distrito administrativo de Gmina Niebylec, dentro del Distrito de Strzyżów, Voivodato de Subcarpacia, en el sur de Polonia oriental. Se encuentra aproximadamente a 8 kilómetros al sureste de Niebylec, a 17 kilómetros al sureste de Strzyżów, y a 25 kilómetros al sur de la capital regional Rzeszów.
El pueblo tiene una población de 1,480 habitantes.
El escritor polaco Julian Przyboś nació aquí.